# 宮内京香
宮内 京香（みやうち きょうか）は日本のAV女優

## 出演作品
- 密着生撮り 人妻不倫旅行・番外篇「旅立ち～未来への選択～｣ （ゴーゴーズ　2013年02月 22日）
- 熟女の性欲 心とはうらはらに体が男を欲しがるの （アテナ映像、2013/03/31）
- 新婚3ヶ月の人妻「満ち足りたいの……」 （オーロラプロジェクト・アネックス、2013/04/13）
- カフェで働く美人店員が結婚直前なのにAV出演！！ （アキノリ、2013/04/11）
- 素人酔った人妻に生中出し No41 （プラム、2013/04/15）
- 人妻専門デリヘル口説き 優しくリードしてくれる美人妻に生挿入セックスおねだり交渉　（ホットエンターテイメント 2013/05/10）
- 舞ワイフ No.455 北川菜々子 30歳  （AROUND、2013/05/23）
- 川の字で寝ていると、幾つになっても母親は、息子を構いたくなるものです （タカラ映像、2013/06/13）
- 人妻と野外姦旅行 （流鏑馬グラフィティ、2013/06/13）
- あの和カフェで働くマン毛ボーボー美人店員が結婚直後に旦那の居ぬ間に新居で自宅不倫！ （アキノリ 2013/06/20）
- カルチャースクールに通う人妻 京香【33才】が若い男に狙われるまで… （マドンナ　2013/06/25)
- 欲求不満の剛毛人妻。このフサフサの陰毛ごと愛してください （蜜月 2013/06/27）